# Strafford (New Hampshire)
Pour les articles homonymes, voir Strafford.
Strafford est une municipalité américaine située dans le comté de Strafford au New Hampshire. Selon le recensement de 2010, sa population est de 3 991 habitants.

## Géographie
La municipalité s'étend sur 51,38 milles carrés (133,07 km2), dont 2,22 milles carrés (5,75 km2) d'étendues d'eau.

## Histoire
Strafford devient une municipalité indépendante de Barrington en 1820. Elle emprunte son nom au comté dans lequel elle se trouve, nommé en l'honneur de la famille Wentworth, comtes de Strafford.